# 幸せになるために (中山美穂の曲)
「幸せになるために」（しあわせになるために）は、中山美穂の26枚目のシングル。1993年4月21日にキングレコードからリリースされた。規格品番はCDS:KIDS-131。

## 概要
表題曲はNHK連続テレビ小説『ええにょぼ』の主題歌として使用された。同ドラマに中山は出演しておらず、中山にとって自身が出演する以外の番組の主題歌を担当するのは今作が初めてである。
レコーディングは年初からの充電期間中にロサンゼルスで行われた。それまで歌詞付きのテーマ曲は使用されたことが無かった連続テレビ小説において、DREAMS COME TRUE「晴れたらいいね」に続く2作目の歌詞付き主題歌としての採用となった（女性ソロ歌手としては初の採用）。シングルやアルバムに収録されているバージョンは、伴奏がギターソロベースであるのに対し、ドラマの主題歌としてオンエアされていたバージョンはストリングス中心のアンサンブルベースとなっており、二つのバージョンは大きく異なっている。なお、ドラマバージョンの音源は商品化されていない。
6回目の出場となる『第44回NHK紅白歌合戦』ではアコーディオニストのcobaをゲストに迎え披露された。また、テレビ朝日系の音楽番組『ミュージックステーション』に出演の際には、歌唱中ずっと中山のアップのみを映すという演出がなされた。

## 収録曲
1. 幸せになるために
作詞：岩里祐穂・中山美穂、作曲・編曲：日向敏文
2. P.S. 夏の国から
作詞・作曲：西脇唯、編曲：有賀啓雄
3. 幸せになるために（オリジナルカラオケ）

## 収録アルバム
幸せになるために
- Blanket Privacy
- COLLECTION III
- Ballads II
- TREASURY
- Complete SINGLES BOX
- 中山美穂 パーフェクト・ベスト
- 30th Anniversary THE PERFECT SINGLES BOX
- All Time Best
- 朝ドラ50years（オムニバスアルバム）
- Ms.リリシスト~岩里祐穂作詞生活35周年Anniversary Album~ (コンピレーション・アルバム)

P.S. 夏の国から
- Complete SINGLES BOX
- 30th Anniversary THE PERFECT SINGLES BOX